# نمایش واقعیت (فیلم)
نمایش واقعیت (به انگلیسی: Reality Show) یک فیلم مستند آمریکایی محصول سال ۲۰۰۴ میلادی به کارگردانی کالین ترورو است.

## تولید
این پروژه در سال ۲۰۰۳ تولید شد، برای یک برنامه تلویزیون واقع‌نما

## انتشار فیلم
این فیلم برای اولین بار در جشنواره بین‌المللی مستقل فیلم و فیلم در نیویورک در تاریخ ۲۱ نوامبر ۲۰۰۴ نمایش داده شد. در سال ۲۰۰۶، این فیلم در جشنواره فیلم میلواکی، ویسکانسین سانفرانسیسکو به نمایش درآمد.